# Carpathonesticus ljovuschkini
Carpathonesticus ljovuschkini là một loài nhện trong họ Nesticidae.
Loài này thuộc chi Carpathonesticus. Carpathonesticus ljovuschkini được miêu tả năm 1965 bởi Pichka.